# Johann Friedrich Knöbel
Johann Friedrich Knöbel (Dresden, 14 juni 1724 - 26 september 1792) was een Duits architect die voornamelijk in Dresden en Warschau werkte. Hij was een van de vertegenwoordigers van de Saksische barok, een stijl die hij ook in Warschau in Polen-Litouwen verder ontwikkelde.

## Biografie
Knöbel werd op 14 juni 1724 geboren (al kan het ook enkele dagen vroeger zijn en werd zijn doopdatum met zijn geboortedatum verward). Zijn vader was een perkamentmaker. Vanaf 1739 werd Knöbel opgeleid onder Johann Christoph Knöffel en later onder Zacharias Longuelune. In 1750 trad hij in dienst bij het stedelijk bouwbedrijf van Dresden (Dresdener Oberbauamt). Rond die tijd huwde hij met Christiana Charlotta, ze hadden vijf kinderen.
In 1753 trok hij naar Warschau als bouwmeester (Landbaumeister), waar hij een medewerker werd van Joachim Daniel von Jauch, de directeur van het Pools-Saksisch bouwbedrijf (Oberbauamtskonduktor des polnisch-sächsischen Bauamt). Bij het overlijden van Jauch volgde Knöbel hem op. Hij bleef op die post tot het einde van de Saksische overheersing van Polen.
Een belangrijke opdrachtgever was Heinrich von Brühl: de verbouwing van het Brühl Stadspaleis en de bouw van het Brühl Paleis in Młociny. Knöbel werkte Knöffels rococo-stijl verder uit, wat bijvoorbeeld duidelijk wordt bij de afwerking van het Nieuw Slot van Grodno, meer bepaald de kapel daarvan.
In 1765 keerde Knöbel naar Dresden terug, waar hij koninklijk architect werd en als lid van de hoofdbouwcommissie (Bauhauptkommission) het architectonisch gezicht van vele gebouwen beïnvloedde.

## Werk (selectie)

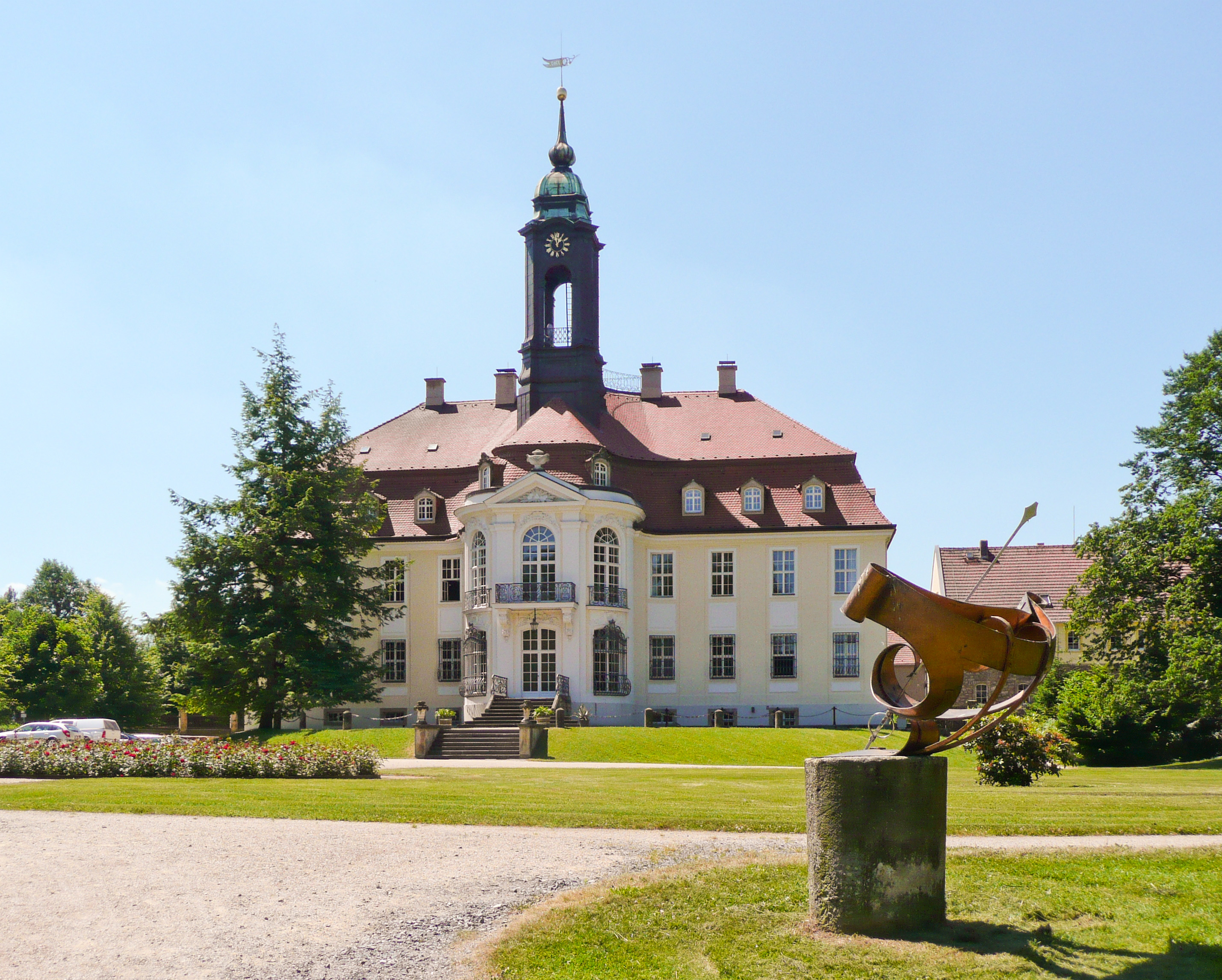
Slot Reinhardtsgrimma

- Park van het huidige Ulica Foksal in Warschau
- Uitbreiding van het Nieuw Slot in Grodno (1752)
- Laurentiuskerk aan de Ulica Wolska in Warschau (voltooid 1755)
- Brühl-Paleis in Młociny (1752–1758)
- Verbouwing Brühl-Paleis in Warschau (1754–1759)
- Slot Reinhardtsgrimma met park in Engelse stijl (1765–1767)
- Dresdner Gewandhaus (1768–1770)
- Kasteel van Berreuth in Dippoldiswalde (inmiddels verdwenen)

- Gemeinsame Normdatei: 136092446
- Système universitaire de documentation: 260392618
- Union List of Artist Names: 500033575
- Virtual International Authority File: 80495667
- WorldCat: E39PCjwxGbQkK6b4dGj93V9JQm